# Isaiah Cousins
Isaiah Cousins (nascido em 13 de março de 1994) é um jogador norte-americano de basquete profissional que atualmente joga pelo Reno Bighorns, disputando a NBA Development League. Jogou basquete universitário em Oklahoma e foi selecionado pelo Sacramento Kings na segunda rodada do draft da NBA em 2016.